# Glattstirnkaimane
Die Glattstirnkaimane (Paleosuchus) sind eine Gattung der Krokodile (Crocodylia) aus den  tropischen Regenwäldern Südamerikas. Es handelt sich dabei um zwei Arten, den Keilkopf-Glattstirnkaiman (Paleosuchus trigonatus) und den Brauen-Glattstirnkaiman (Paleosuchus palpebrosus).

## Merkmale
Die heute lebenden Glattstirnkaimane erreichen eine maximale Körperlänge zwischen 1,50 und 1,70 Metern, es handelt sich also um relativ kleine Krokodilarten. Die Beine der Tiere sind relativ lang und ermöglichen ihnen einen sehr hohen Gang, der an den von Säugetieren erinnert. Die Nackenschilder und die Schilder des Schwanzes sind groß und dreieckig, die Ränder sehr scharfkantig. Weitere Merkmale der Glattstirnkaimane sind die braunen Augen sowie das Fehlen eines knöchernen Grates zwischen den Augen, daher der Name der Gruppe. Insgesamt ist der Körper und auch der Schwanz stark verknöchert.

## Verbreitung
Beide Arten leben im Inneren der tropischen Regenwälder des Amazonas und des Orinoco, der Brauen-Glattstirnkaiman außerdem im Bereich des Rio São Francisco, des Paraná und des Paraguay. Dabei findet man den Brauen-Glattstirnkaiman vor allem im Bereich der überfluteten Waldflächen, den Keilkopf-Glattstirnkaiman in den kleineren Bach- und Flussläufen.

## Lebensweise
Glattstirnkaimane bauen Hügelnester aus Erde und Pflanzenmaterial, die sie im Unterholz verstecken.
Sie legen 30 bis 60 Eier.
Die Jungtiere ernähren sich vor allem von Insekten, jagen allerdings ab einer relativ geringen Größe auch schon Schlangen, Vögel und Echsen. Ausgewachsene Kaimane ernähren sich zusätzlich von kleinen Säugetieren.